# Trần Quang Khuê
Trần Quang Khuê (sinh năm 1950) là một tướng lĩnh Quân đội nhân dân Việt Nam, hàm Trung tướng. Ông nguyên là Phó Tổng Tham mưu trưởng (2008 - 2012), Đại biểu Quốc hội Việt Nam khóa XII.

## Thân thế sự nghiệp
- Ông sinh ngày 21 tháng 2 năm 1950, quê quán tại xã Gia Vượng, huyện Gia Viễn, tỉnh Ninh Bình.
- Năm 1995, bổ nhiệm giữ chức Phó Tư lệnh kiêm Tham mưu trưởng Quân chủng Hải quân
- Năm 2000, thôi giữ chức Tham mưu trưởng Quân chủng Hải quân về làm Phó Tư lệnh Quân chủng Hải quân
- Năm 2008, đang là Phó Tư lệnh Quân chủng Hải quân bổ nhiệm giữ chức Phó Tổng Tham mưu trưởng Quân đội nhân dân Việt nam, đồng thời thăng quân hàm từ Chuẩn Đô đốc Hải quân lên Trung tướng Lục quân.
- Năm 2012, nghỉ hưu
- Chuẩn Đô đốc (2000), Trung tướng (2008)

## Lịch sử thụ phong quân hàm
| Quân hàm |        |              |             |  |  |  |  |  |  |  |  |
| Cấp bậc  | Đại tá | Chuẩn Đô đốc | Trung tướng |  |  |  |  |  |  |  |  |
|          |        |              |             |  |  |  |  |  |  |  |  |